# Pentélique
Pour l’article homonyme, voir Pendeli.
Le Pentélique (en grec moderne : Πεντέλη / Penteli, Pendeli ou Pedeli, parfois aussi Vrilissos ou Vrilittos Βριλησσός, Βριληττός et Mendeli au Moyen Âge) est une montagne grecque située en Attique, au nord-est d'Athènes, haute de 1 109 mètres, couverte de forêts (entre 60 % et 70 %).

## Le marbre pentélique
Dans l'Antiquité, le Pentélique était célèbre pour son marbre, qui a servi à la construction de l'Acropole et d'autres édifices de l'Athènes antique, ainsi qu'à nombre de sculpteurs attiques. Ce marbre est toujours utilisé pour la campagne de restaurations du Parthénon depuis les années 1980.

## Le monastère de la Dormition
La montagne abrite une grotte à stalactites, un ancien monastère orthodoxe et le palais de la duchesse de Plaisance.
Le monastère est fondé en 1578 par saint Timothée, évêque d'Euripos (grand éloge panégyrique au monastère le 16 août). Il est stavropygiaque, c'est-à-dire exempt : il ne dépend pas de l'évêque du lieu, le métropolite de l'Attique, mais de l'archevêché d'Athènes. Il jouit ainsi d'un rang honorifique éminent et c'est un métropolite qui y assure la fonction d'higoumène (abbé).

## L'incendie de 1995
En 1995, un terrible incendie, durant près d'une semaine, a ravagé le massif forestier qui couvrait les trois quarts des pentes du Pentélique. C'est l'incendie de forêt le plus grave du XXe siècle pour la Grèce.